# IC 2115
IC 2115 је појединачна звијезда у сазвјежђу Златна риба која се налази на листи објеката дубоког неба у Индекс каталогу.
Деклинација објекта је - 66° 23' 55" а ректасцензија 4h 57m 8,8s.